# Lijst van winnaars van het Filmfestival van Cannes
Dit is een lijst van alle winnaars binnen alle categorieën op het Filmfestival van Cannes van 1946 tot en met 2017.
Meer en specifiekere informatie is terug te vinden op de pagina's per categorie.

## Palm d’Or (Gouden Palm), Grand Prix, Prix de la mise en scène (regie), Prix du Scénario (scenario)
| Jaar | Gouden Palm                                                                                    | Gouden Palm Kortfilm | Grand Prix | Beste regie                                                                                       | Beste scenario                                                                                      |
| ---- | ---------------------------------------------------------------------------------------------- | --- | --- | ------------------------------------------------------------------------------------------------- | --------------------------------------------------------------------------------------------------- |
| 1946 |                                                                                                | Vanocni sen van Karel Zeman Zvířátka a Petrovští van Jiří Trnka Molodost nasej strany van Sergueï Youtkévitch Les mines de sel de wieliczka van J. Brzozowski La cité des abeilles van Andrev Winnitski Skuggor over snon van Arne Sucksdorff Épaves van Jacques-Yves Cousteau Berlin van Yuli Raizman | Iris och löjtnantsharta van Alf Sjöberg The Lost Weekend van Billy Wilder & Ray Milland De røde enge van Bodil Ipsen en Lau Jr. Lauritzen Neecha nagar van Chetan Anand Brief Encounter van David Lean María Candelaria van Emilio Fernández Veliki perelom van Friedrich Ermler B. Tchirkov La Symphonie pastorale van Jean Delannoy & Georges Auric & Michèle Morgan Die letzte Chance van Leopold Lintberg Muži bez křídel van František Čáp Roma, città aperta van Roberto Rossellini Make Mine Music van Bob Cormack Kamennyj cvetok van Aleksandr Ptouchko La bataille du rail van René Clement Chelovek no 217 van Mikhail Romm |                                                                                                   | |
| 1947 |                                                                                                | Inondations en Pologne van Jerzy Bossak | Dombo van Ben Sharpsteen Ziegfeld follies van Vincente Minnelli Crossfire van Edward Dmytryk Les maudits van René Clément Antoine et Antoinette van Jacques Becker |                                                                                                   | |
| 1949 |                                                                                                | Seal Island van James Algar Bialy redyk van Stanislas Mozdenski Pacific 231 van Jean Mitry Palle alene i verden van Astrid Henning-Jensen Images médiévales van William Novik | The Third Man van Carol Reed | René Clément voor Le mura di malapaga                                                             | Alfred L. Werker voor Lost Boundaries                                                               |
| 1951 |                                                                                                | | Fröken Julie van Alf Sjöberg ex aequo met Miracolo a Milano van Vittorio De Sica ex aequo met Spiegel van Holland van Bert Haanstra | Luis Buñuel voor Los olvidados                                                                    | Terence Rattigan voor The Browning Version                                                          |
| 1952 |                                                                                                | Het schots is te boord van Herman van der Horst | The Tragedy of Othello: The Moor of Venice van Orson Welles ex aequo met Due soldi di speranza van Renato Castellani | Christian-Jaque voor Fanfan la Tulipe                                                             | Pietro Tellini voor Guardie e ladri                                                                 |
| 1953 | Le Salaire de la peur van Henri-Georges Clouzot                                                | Crin blanc, le cheval sauvage van Albert Lamorisse | |                                                                                                   | |
| 1954 |                                                                                                | | Jigokumon van Teinosuke Kinugasa |                                                                                                   | |
| 1955 | Marty van Delbert Mann                                                                         | Blinkity blank van Norman Mclaren | | Jules Dassin voor Du rififi chez les hommes ex aequo met Sergueï Vassiliev voor Geroite na shipka | |
| 1956 | Le Monde du silence van Jacques-Yves Cousteau en Louis Malle                                   | Le Ballon rouge van Albert Lamorisse | | Othello van Sergej Joetkevitsj                                                                    | I'll Cry Tomorrow van Susan Hayward                                                                 |
| 1957 | Friendly Persuasion van William Wyler                                                          | Scurta istorie van Ion Popescu-Gopo | Sorok pervyi van Grigori Tchoukhraï | Un condamné à mort s'est échappé van Robert Bresson                                               | |
| 1958 | Letjat zjoeravli van Michail Kalatozov                                                         | La joconde: Histoire d'une obsession van Henri Gruel & Jean Suyeux ex aequo met La Seine a rencontré Paris van Joris Ivens | | Ingmar Bergman voor Nära livet                                                                    | Giovani Mariti van Pier Paolo Pasolini                                                              |
| 1959 | Orfeu Negro van Marcel Camus                                                                   | Motyli zde neziji van Miro Bernat | | François Truffaut voor Les Quatre Cents Coups                                                     | |
| 1960 | La dolce vita van Federico Fellini                                                             | Le Sourire van Serge Bourguignon Eervolle vermelding: Dagen mijner jaren van Max De Haas | |                                                                                                   | |
| 1961 | Une aussi longue absence van Henri Colpi ex aequo met Viridiana van Luis Buñuel                | La petite cuillère van Carlos Vilardebo | | Youlia Solntzeva voor Povestj plamennykh let                                                      | |
| 1962 | O Pagador de Promessas van Anselmo Duarte                                                      | La rivière du hibou van Robert Enrico | |                                                                                                   | |
| 1963 | Il gattopardo van Luchino Visconti                                                             | Le haricot van Edmond Sechan ex aequo met A fleur d'eau van Alex Seiler | |                                                                                                   | Henri Colpi voor Codine                                                                             |
| 1964 | Les Parapluies de Cherbourg van Jacques Demy                                                   | Le prix de la victoire van Nobuko Shibuya ex aequo met La douceur du village van François Reichenbach | |                                                                                                   | |
| 1965 | The Knack ...and How to Get It van Richard Lester                                              | | | Liviu Ciulei voor Padurea spinzuratilor                                                           | Pierre Schoendoerffer voor La 317ème section ex aequo met Sidney Lumet voor The Hill                |
| 1966 | Un homme et une femme van Claude Lelouch ex aequo met Signore e signori van Pietro Germi       | | | Sergueï Youtkévitch voor Lenin v polche                                                           | |
| 1967 | Blowup van Michelangelo Antonioni                                                              | | Skulpjaci perja van Aleksandar Petrović ex aequo met Accident van Joseph Losey | Ferenc Kosa voor Tizezer nap                                                                      | Elio Petri & Ugo Pirro voor A ciascuno il suo Alain Jessua voor Jeu de massacre                     |
| 1968 | afgelast wegens mei-oproer te Parijs                                                           | afgelast wegens mei-oproer te Parijs | afgelast wegens mei-oproer te Parijs | afgelast wegens mei-oproer te Parijs                                                              | afgelast wegens mei-oproer te Parijs                                                                |
| 1969 | if.... van Lindsay Anderson                                                                    | Cintecele renasterii van Mirel Iliesu | Ådalen 31 van Bo Widerberg | Vojtěch Jasný voor Vsichni dobri rodaci ex aequo met Glauber Rocha voor Antonio-das-mortes        | |
| 1970 | MASH van Robert Altman                                                                         | Magic machines van Bob Curtis | Indagine su un cittadino al di sopra di ogni sospetto van Elio Petri | John Boorman voor Leo the Last                                                                    | |
| 1971 | The Go-Between van Joseph Losey                                                                | Stuiter van Jan Oonk ex aequo met Une statuette van Carlos Vilardebo | Johnny Got His Gun van Dalton Trumbo ex aequo met Taking Off van Miloš Forman |                                                                                                   | |
| 1972 | La classe operaia va in paradiso van Elio Petri ex aequo met Il caso Mattei van Francesco Rosi | Le fusila lunette van J. Chapot | Solaris van Andrej Tarkovski | Miklós Jancsó voor Még kér a nép                                                                  | |
| 1973 | The Hireling van Alan Bridges ex aequo met Scarecrow van Jerry Schatzberg                      | Balablok van Bretislav Pojar | La maman et la putain van Jean Eustache |                                                                                                   | |
| 1974 |                                                                                                | Ostrov van Edouard Nazarov & V. Zuikov | The Conversation van Francis Ford Coppola |                                                                                                   | Steven Spielberg voor The Sugarland Express                                                         |
| 1975 | Chronique des années de braise van Mohammed Lakhdar-Hamina                                     | Lautrec van Geoff Dunbar | Jeder für sich und Gott gegen alle van Werner Herzog | Costa-Gavras voor Section spéciale ex aequo met Michel Brault voor Les Ordres                     | |
| 1976 | Taxi Driver van Martin Scorsese                                                                | Metamorphosis van Barry Greenwald | Die Marquise von O... van Éric Rohmer ex aequo met Cría cuervos van Carlos Saura | Ettore Scola voor Brutti, sporchi e cattivi                                                       | |
| 1977 | Padre padrone van Paolo en Vittorio Taviani                                                    | Kuzdok van Marcell Jankovics | |                                                                                                   | |
| 1978 | L'albero degli zoccoli van Ermanno Olmi                                                        | La traversée de l'atlantique van Jean-François Laguionie | The Shout van Jerzy Skolimowski ex aequo met Ciao maschio van Marco Ferreri |                                                                                                   | Oshima Nagisa voor Ai no borei                                                                      |
| 1979 | Apocalypse Now van Francis Ford Coppola ex aequo met Die Blechtrommel van Volker Schlöndorff   | Harpya van Raoul Servais | Siberiada van Andrej Michalkov-Kontsjalovski | Terrence Malick voor Days of Heaven                                                               | |
| 1980 | All That Jazz van Bob Fosse ex aequo met Kagemusha van Akira Kurosawa                          | Seaside Woman van Oscar Grillo | Mon oncle d'Amérique van Alain Resnais |                                                                                                   | La terrazza van Agenore Incrocci, Furio Scarpelli & Ettore Scola                                    |
| 1981 | Człowiek z żelaza van Andrzej Wajda                                                            | Moto perpetuo van Béla Vajda | Light Years Away van Alain Tanner |                                                                                                   | Istvan Szabo & Peter Dobai voor Mephisto                                                            |
| 1982 | Missing van Costa-Gavras ex aequo met Yol van Yılmaz Güney & Şerif Gören                       | Merlin ou le cours de l'or van Arthur Joffe | La notte di San Lorenzo van Paolo Taviani | Werner Herzog voor Fitzcarraldo                                                                   | Jerzy Skolimowski voor Moonlighting                                                                 |
| 1983 | Narayama bushiko van Shohei Imamura                                                            | Je sais que j'ai tort mais demandez à mes copains ils disent la même chose van Pierre Levie | Monty Python's Meaning of Life van Terry Jones |                                                                                                   | |
| 1984 | Paris, Texas van Wim Wenders                                                                   | Le cheval de fer van Gérald Frydman & Pierre Levie | Naplo van Márta Mészáros | Bertrand Tavernier voor Un dimanche à la campagne                                                 | Taxidi sta kithira van Tonino Guerra, Th. Valtinos & Theo Angelopoulos                              |
| 1985 | Otac na službenom putu van Emir Kusturica                                                      | Jenitba van Slav Bakalov & Roumen Petkov | | André Téchiné voor Rendez-vous                                                                    | |
| 1986 | The Mission van Roland Joffé                                                                   | An Exercise in Discipline - Peel van Jane Campion | Offret van Andrej Tarkovski | Martin Scorsese voor After Hours                                                                  | |
| 1987 | Sous le soleil de Satan van Maurice Pialat                                                     | Palisade van Laurie Mc Innes | Pokayaniye van Tenguiz Abouladzé | Wim Wenders voor Der Himmel über Berlin                                                           | |
| 1988 | Pelle erobreren van Bille August                                                               | Bukpytacy van Gary Bardine | A World Apart van Chris Menges | Fernando Solanas voor Sur                                                                         | |
| 1989 | Sex, Lies, and Videotape van Steven Soderbergh                                                 | | Nuovo cinema Paradiso van Giuseppe Tornatore ex aequo met Top belle pour toi van Bernard Blier | Emir Kusturica voor Dom za vesanje                                                                | |
| 1990 | Wild at Heart van David Lynch                                                                  | The lunch date van Adam Davidson | Tilai van Idrissa Ouédraogo ex aequo met Shi no toge van Kohei Oguri | Pavel Lounguine voor Taxi Blues                                                                   | |
| 1991 | Barton Fink van Joel Coen & Ethan Coen                                                         | Z podnieszonimy rekamy van Mitko Panov | La Belle Noiseuse van Jacques Rivette | Joel Coen voor Barton Fink                                                                        | |
| 1992 | Den goda viljan van Bille August                                                               | Omnibus van Sam Karmann | Il ladro di bambini van Gianni Amelio | Robert Altman voor The Player                                                                     | |
| 1993 | The Piano van Jane Campion ex aequo met Ba wang bie ji van Chen Kaige                          | Coffee and cigarettes van Jim Jarmusch | In weiter Ferne, so nah! van Wim Wenders | Mike Leigh voor Naked                                                                             | |
| 1994 | Pulp Fiction van Quentin Tarantino                                                             | El hero van Carlos Carrera | Oetomljonnye solntsem van Nikita Michalkov ex aequo met Huozhe van Zhang Yimou | Nanni Moretti voor Caro diario                                                                    | Michel Blanc voor Grosse fatigue                                                                    |
| 1995 | Underground van Emir Kusturica                                                                 | Gagarine van Alexij Kharitidi | To vlemma tou Odyssea van Theo Angelopoulos | Mathieu Kassovitz voor La Haine                                                                   | |
| 1996 | Secrets & Lies van Mike Leigh                                                                  | SZEL van Marcell Ivanyi | Breaking the Waves van Lars von Trier | Joel Coen voor Fargo                                                                              | Un héros très discret van Jacques Audiard                                                           |
| 1997 | Unagi van Shohei Imamura ex aequo met Ta m'e guilass van Abbas Kiarostami                      | Is it the design on the wrapper van Tessa Sheridan | The Sweet Hereafter van Atom Egoyan | Wong Kar-Wai voor Happy Together                                                                  | The Ice Storm van James Schamus                                                                     |
| 1998 | Mia aioniotita kai mia mera van Theo Angelopoulos                                              | L'interview van Xavier Giannoli | La vita è bella van Roberto Benigni | John Boorman voor The General                                                                     | Henry Fool van Hal Hartley                                                                          |
| 1999 | Rosetta van Luc Dardenne & Jean-Pierre Dardenne                                                | When the day breaks van Amanda Forbis & Wendy Tilby | L'humanité van Bruno Dumont | Pedro Almodóvar voor Todo sobre mi madre                                                          | Youri Arabov voor Moloch                                                                            |
| 2000 | Dancer in the Dark van Lars von Trier                                                          | Anino van Raymond Red | Guizi lai le van Jiang Wen | Edward Yang voor Yi yi                                                                            | John C. Richards & James Flamberg voor Nurse Betty                                                  |
| 2001 | La stanza del figlio van Nanni Moretti                                                         | Bean Cake van David Greenspan | La Pianiste van Michael Haneke | Joel Coen voor The Man Who Wasn't There ex aequo met David Lynch voor Mulholland Drive            | Danis Tanović voor No Man's Land                                                                    |
| 2002 | The Pianist van Roman Polański                                                                 | Eso utan van Péter Meszaros | Mies vailla Menneisyyttä van Aki Kaurismäki | Im Kwon-Taek voor Chihwaseon ex aequo met Paul Thomas Anderson voor Punch-Drunk Love              | Paul Laverty voor Sweet Sixteen                                                                     |
| 2003 | Elephant van Gus Van Sant                                                                      | Cracker bag van Glendyn Ivin | Uzak van Nuri Bilge Ceylan | Gus Van Sant voor Elephant                                                                        | Denys Arcand voor Les Invasions barbares                                                            |
| 2004 | Fahrenheit 9/11 van Michael Moore                                                              | Trafic van Catalin Mitulescu | Oldboy van Park Chan-wook | Tony Gatlif voor Exils                                                                            | Agnès Jaoui & Jean-Pierre Bacri voor Comme une image                                                |
| 2005 | L'Enfant van Luc Dardenne & Jean-Pierre Dardenne                                               | Podorozhni van Igor Strembitskyy | Broken Flowers van Jim Jarmusch | Michael Haneke voor Caché                                                                         | Guillermo Arriaga voor The Three Burials of Melquiades Estrada                                      |
| 2006 | The Wind That Shakes the Barley van Ken Loach                                                  | Sniffer van Bobbie Peers | Flandres van Bruno Dumont | Alejandro González Iñárritu voor Babel                                                            | Pedro Almodóvar voor Volver                                                                         |
| 2007 | 4 luni, 3 săptămâni şi 2 zile van Cristian Mungiu                                              | Ver Llover van Elisa Miller | Mogari no mori van Naomi Kawase | Julian Schnabel voor Le scaphandre et le papillon                                                 | Fatih Akın voor Auf der anderen Seite                                                               |
| 2008 | Entre les murs van Laurent Cantet                                                              | Megatron van Marian Crisan | Gomorra van Matteo Garrone | Nuri Bilge Ceylan voor Üç Maymun                                                                  | Jean-Pierre & Luc Dardenne voor Le silence de Lorna                                                 |
| 2009 | Das weiße Band van Michael Haneke                                                              | Arenav van João Salaviza | Un prophète van Jacques Audiard | Brillante Mendoza voor Kinatay                                                                    | Lou Ye voor Chun feng zui de ye wan                                                                 |
| 2010 | Uncle Boonmee Who Can Recall His Past Lives van Apichatpong Weerasethakul                      | Chienne d'histoire van Serge Avédikian | Des hommes et des dieux van Xavier Beauvois | Mathieu Amalric voor Tournée                                                                      | Lee Chang-dong voor Poetry                                                                          |
| 2011 | The Tree of Life van Terrence Malick                                                           | Cross van Maryna Vroda | Le Gamin au vélo van Jean-Pierre en Luc Dardenne ex aequo met Bir zamanlar Anadolu'da van Nuri Bilge Ceylan | Drive van Nicolas Winding Refn                                                                    | Hearat Shulayim van Joseph Cedar                                                                    |
| 2012 | Amour van Michael Haneke                                                                       | Sessiz-be deng van L.Rezan Yesilbas | Reality van Matteo Garrone | Post Tenebras lux van Carlos Reygadas                                                             | Dupã Dealuri van Cristian Mungiu                                                                    |
| 2013 | La vie d'Adèle van Abdellatif Kechiche                                                         | Safe van Moon Byoung-gon | Inside Llewyn Davis van Joel en Ethan Coen | Heli van Amat Escalante                                                                           | A Touch of Sin van Jia Zhangke                                                                      |
| 2014 | Kış uykusu van Nuri Bilge Ceylan                                                               | Leidi van Simón Mesa Soto | Le meraviglie van Alice Rohrwacher | Foxcatcher van Bennett Miller                                                                     | Leviathan van Andrej Zvjagintsev                                                                    |
| 2015 | Dheepan van Jacques Audiard                                                                    | Waves '98 van Ely Dagher | Saul fia van László Nemes | Nie yin niang van Hou Hsiao-hsien                                                                 | Chronic van Michel Franco                                                                           |
| 2016 | I, Daniel Blake van Ken Loach                                                                  | Timecode van Juanjo Giménez | Juste la fin du monde van Xavier Dolan | Olivier Assayas voor Personal Shopper en Cristian Mungiu voor Bacalaureat                         | Asghar Farhadi voor Forushande                                                                      |
| 2017 | The Square van Ruben Östlund                                                                   | Xiao Cheng Er Yue van Yang Qiu | 120 battements par minute van Robin Campillo | Sofia Coppola voor The Beguiled                                                                   | Giorgos Lanthimos voor The Killing of a Sacred Deer en Lynne Ramsay voor You Were Never Really Here |
| 2018 | Shoplifters van Hirokazu Kore-Eda                                                              | BlacKkKlansman van Spike Lee | Capernaum van Nadine Labaki | Paweł Pawlikowski voor Cold War                                                                   | Alice Rohrwacher voor Happy as Lazzaro en Jafar Panahi voor 3 Faces                                 |
| 2019 | Parasite van Bong Joon-ho                                                                      | Atlantique van Mati Diop | Bacurau van Kleber Mendonça Filho & Juliano Dornelles | Jean Pierre & Luc Dardenne voor Le jeune Ahmed                                                    | Céline Sciamma voor Portrait de la jeune fille en feu                                               |

## Actrice, acteur, jury, techniek en Camera d'or
| Jaar | Beste actrice | Beste acteur                                                                                      | Prijs van de jury | Prijs van de jury Kortfilm | Speciale prijs | Beste Techniek vanaf 2004 Vulcainprijs | Caméra d'or                                                                                               |
| ---- | --- | ------------------------------------------------------------------------------------------------- | --- | --- | --- | --- | --- |
| 1946 | |                                                                                                   | | | | | |
| 1947 | |                                                                                                   | | | | | |
| 1949 | Isa Miranda in Le mura di malapaga | Edward G. Robinson in House of Strangers                                                          | | | | | |
| 1951 | Bette Davis in All About Eve | Michael Redgrave in The Browning Version                                                          | All About Rve van Joseph L. Mankiewicz The Tales of Hoffmann van Michael Powell | Esthonie soviètique van I. Guidine & V. Tomber Azerbaidjan sovietique van M.Dadachev & F. Kissiliov L'éruption de l'Etna van Domenico Paolella Lettonie soviètique van F. Kissiliov Ukrain en fleurs van Mikhaïl Slutsky La voie est-ouest van K.Gordon | Directing prize un regard: La blandra Isabel llego esta tarde van Luis-Maria Beltran The Tales of Hoffmann van Emeric Pressburger | | |
| 1952 | Lee Grant in Detective Story | Marlon Brando in Viva Zapata!                                                                     | Nous sommes tous des assassins van André Cayatte The Medium van Gian Carlo Menotti | Indisk van Arne Sucksdorff Animated genesis van Peter Földes Groenland, 20.000 lieues sur les glaces van Marcel Ichac | | | |
| 1953 | |                                                                                                   | Duende y misterio del flamenco van Edgar Neville La red van Emilio Fernández Magia verde van Gian Gaspare Napolitano Vakoinen peura van Erik Blomberg Lili van Charles Walters Bienvenido minster Marshall van Luis Garcia Berlanga O cangaceiro van Lima Barreto Come Back, Little Sheba van Daniel Mann | The romance of transportation in Canada van Colin Low Doderhultarn van Olle Hellbom The Stranger Left No Card van Wendy Toye Houen zo! van Herman van der Horst                                                                                         | | | |
| 1954 | |                                                                                                   | Knave of Hearts van René Clément | | Internationale prijzen: Velikij voin Albanii skanderbeg van Sergueï Youtkévitch Det stora aventyrey van Arne Sucksdorff Patka z ulicy barskiej van Aleksander Ford Cronache di poveri amanti van Carlo Lizzani Carosello napoletano van Ettore Giannini Do bigha zamin van Bimal Roy Avant le déluge van André Cayatte The living desert van James Algar Die letzte bruecke van Helmut Käutner Natuurkortfilm: Aptenodytes forsteri van Mario Marret Fantasie-poëzieprijs: The pleasure garden van James Broughton Realitéprijs: Stare miasto van Jerzy Bossak Marionettekortfilm: O sklenicku vic van Bretislav Pojar Verscheidenheidskortfilmprijs: Toot-whistle plunkand boom van Ward Kimball | | |
| 1955 | |                                                                                                   | Continente perduto van Giorgio Moser, Leonardo Bonzi & Enrico Gras | Zolotaya antilopa van Lev Atamanov | Hommage: Hill 24 doesn't answer van Haya Harareet Vermelding: Marcelino pan y vino van Pablito Calvo & Laszlo Vajda Boot polish van AKumary Naaz Lyricsprijs: Romei i Dzhulyetta van Lev Arnchtam & Leonid Lavrovsky Dramaprijs: East of Eden van Elia Kazan Prix d'interprétation collectif: Bolcchaya semya Prix d'Interprétation: Bad Day at Black Rock van Spencer Tracy Reportagekortfilm: La grande pèche van Henri Fabiani Kortfilmdocumentaire: Isola di fuoco van Vittorio De Seta | | |
| 1956 | |                                                                                                   | Le mystère picasso van Henri-Georges Clouzot | Loutky jiriho trnky van Bruno Sefranek | Humanedocumentaireprijs: Pather Panchali van Satyajit Ray Humor-poëzieprijs: Sommarnattens leende van Ingmar Bergman Kortfilmfictie: Lurdza magdany van Tenguiz Abouladzé Kortedocumentaire: Andre modeste gretry van Lucien Deroisy ex aequo met La corsa delle rocche van Gian Luigi Polidoro Kortfilm - Recherche: Together van Lorenza Mazzetti Tant qu'il y aura des bêtes van Braissai | | |
| 1957 | Giulietta Masina in Le notti di Cabiria                                                                                               | John Kitzmiller in Dolina miru                                                                    | Det sjunde inseglet van Ingmar Bergman ex aequo met Kanal van Andrzej Wajda | Ochotniki iujnikh mory van S. Kogan | Prijs Roemeense documentaire: Qivitoq van Erik Balling shiroi sanmyaku van Sadao Imamura Natuurprijs kortfilm: Wiesensommer van Heinz Sielmann Documentaireprijs: City of gold van Colin Low | | |
| 1958 | | Paul Newman in The Long Hot Summer                                                                | Mon oncle van Jacques Tati | Auf den spuren des lebens van Fritz Heydenreich Nez nam narostla kridla van Jiri Brnecka | Premier regard: Goha, le simple van Jacques Baratier de rey ex aequo met Visage de bronze van Bernard Taisant | | |
| 1959 | Simone Signoret in Room at the Top | Orson Welles, Bradford Dillman, Dean Stockwell in Compulsion                                      | Sterne van Konrad Wolf Eervolle vermelding: Shirasagi van Teinosuke Kinugasa | Histoire d'un poisson rouge van Edmond Sechan | Komedieprijs: Policarpo ufficiale di scrittura van Mario Soldati Tsjechoslovaakse prijs: Touha van Vojtech Jasny Sen noci svatojánské van Jiří Trnka Motyli zde neziji van Miro Bernat Internationale prijs: Nazarín van Luis Buñuel Kortfilmprijs: New York, New York van Francis Thompson ex aequo met Zmiana warty van Halina Bielinska & Wlodzimierz Haupe Eervolle vermelding kortfilm: Le petit pecheur de la mer de chine van Serge Hanin Eerbetoon: La mer et les jours van Alain Kaminker | | |
| 1960 | Melina Merkouri in Never on Sunday ex aequo met Jeanne Moreau in Moderato cantabile                                                   |                                                                                                   | L'avventura van Michelangelo Antonioni ex aequo met Kagi van Kon Ichikawa | Paris La belle van Pierre Prévert ex aequo met A city called Copenhagen van Jørgen Roos ex aequo met Notre univers van Roman Kroitor | Meilleure participation: Dama s sobatchkoi van Iossif Kheifits ex aequo met Ballada o soldatie van Grigori Tchoukhraï | | |
| 1961 | Sophia Loren in La ciociara | Anthony Perkins in Aimez-vous Brahms?                                                             | Matka Joanna od aniołów van Jerzy Kawalerowicz | Parbaj van Gyula Macskassy | Criticaprijs: La mano en la trampa van Leopoldo Torre Nilsson Prix Gary Cooper: A Raisin in the Sun van Daniel Petrie | Povestj plamennykh let van Youlia Solntzeva ex aequo met Otōto van Kon Ichikawa kortfilm: Folkwangschulen van Herbert Vesely ex aequo met Fuego en castilla van José Val del omar                                                 | |
| 1962 | |                                                                                                   | L'eclisse van Michelangelo Antonioni ex aequo met Procès de Jeanne d'Arc van Robert Bresson | Oczekiwanie van Ludwig Perski | Criticaprijs: El ángel exterminador van Luis Buñuel Beste komedie: Divorzio all'italiana van Pietro Germi Beste transpositie cinematografiek: Electra van Michael Cacoyannis Premier regard: A taste of honey van Murray Melvin & Rita Tushingham Long day's journey into night van Dean Stockwell, Jason Robards, Katharine Hepburn, Ralph Richardson | Electra van Michael Cacoyannis Yang kwei fei van Li Han Hsiang Les amants de Teruel van Raymond Rouleau kortfilm: Les dieux du feu van Henri Storck Oczekiwanie van Ludwig Perski & Witold Giersz Pan van Herman van der Horst    | |
| 1963 | Marina Vlady in L'ape regina | Richard Harris in This Sporting Life                                                              | Seppuku van Masaki Kobayashi ex aequo met Az prijde kocour van Vojtech Jasny | Moj stan van Zvonimir Berkovic speciale vermelding: Toi van István Szabó Di domenica van Luigi Bazzoni | Criticaprijs: This Sporting Life van Lindsay Anderson Gary Cooperprijs: To Kill a Mockingbird van Robert Mulligan | Az prijde kocour van Vojtech Jasny Codine van Henri Colpi Kortfilm: Zeilen van Hattum Hoving | |
| 1964 | Anne Bancroft in The Pumpkin Eater | Antal Pager in Pacsirta                                                                           | Suna no onna van Hiroshi Teshigahara | Help! my snowman's burning down van Carson Davidson ex aequo met Sillages van Serge Roullet | Hommage: Pasazerka van Andrzej Munk | Die Tote von Beverly Hills van Michael Pfleghar ex aequo met Les Parapluies de Cherbourg van Jacques Demy kortfilm: Dawn of the capricorne van Ahmad Faroughy-Kadjar                                                              | |
| 1965 | Samantha Eggar in The Collector | Terence Stamp in The Collector                                                                    | Kwaidan van Masaki Kobayashi | Monsieur plateau van Jean Brismee derde prijs: Jean Sebastien Bach - feerie en sol mineur van Jan Švankmajer | Criticaprijs: Tarahumara van Luis Alcoriza | Fifi la plume van Albert Lamorisse ex aequo met Eletbetancoltatott leany van Tamas Banovich The Knack ...and How to Get It van Richard Lester Kortfilm: Le coq chante a minuit van Yeou Lei ex aequo met Nyitany van Janos Vadasz | |
| 1966 | Vanessa Redgrave in Morgan: A Suitable Case for Treatmentt                                                                            | Per Oscarsson in Sult                                                                             | Alfie van Lewis Gilbert | | Criticaprijs: Der Junge Törless van Volker Schlöndorff | Campanadas a medianoche van Orson Welles ex aequo met Skater dater van Noël Black | |
| 1967 | | Odded Kotler in Three Days and a Child                                                            | | Jedan plus jedan jeste tri van Branko Ranistovic & Zdenko Gasparovic Gloire a félix tournachon van André Martin | Criticaprijs: Terra em Transe van Glauber Rocha ex aequo met Skulpjaci perja van Aleksandar Petrović Premier oeuvreprijs: Le vent des aures van Mohammed Lakhdar-Hamina | Den røde kappe van Gabriel Axel Kortfilm: Sky over Holland van John Fernhout speciale vermelding: Versailles van Albert Lamorisse                                                                                                 | |
| 1968 | afgelast wegens mei-oproer te Parijs                                                                                                  | afgelast wegens mei-oproer te Parijs                                                              | afgelast wegens mei-oproer te Parijs | afgelast wegens mei-oproer te Parijs | afgelast wegens mei-oproer te Parijs | | |
| 1969 | Vanessa Redgrave in Isadora | Jean-Louis Trintignant in Z                                                                       | Z van Costa-Gavras | La pince à ongles van Jean-Claude Carrière | Premier oeuvre: Easy Rider van Dennis Hopper | Vsichni dobri rodaci van Vojtech Jasny Kortfilm: Cintecele renasterii van Mirel Iliesu ex aequo met Toccata van Herman van der Horst                                                                                              | |
| 1970 | Ottavia Piccolo in Metello | Marcello Mastroianni in Dramma della gelosia                                                      | The Strawberry Statement van Stuart Hagmann ex aequo met Magasiskola van Istvan Gaal | Et salammbo? van Jean-Pierre Richard | Criticaprijs: Indagine su un cittadino al di sopra di ogni sospetto van Elio Petri Premiers oeuvres: Hoa-Binh van Raoul Coutard | | |
| 1971 | Kitty Winn in The Panic in Needle Park                                                                                                | Riccardo Cucciolla in Sacco e Vanzetti                                                            | Joe Hill van Bo Widerberg ex aequo met Szerelem van Károly Makk | Starspangled Banner van Roger Flint | Criticaprijs: Johnny Got His Gun van Dalton Trumbo Premier oeuvre: Per grazia ricevuta van Nino Manfredi 25 jaar prijs Morte a Venezia van Luchino Visconti Speciale vermelding: Morte a Venezia van Luchino Visconti | | |
| 1972 | Susannah York in Images | Jean Yanne in Nous ne viellirons pas ensemble                                                     | Slaughterhouse-Five van George Roy Hill | Operation X-70 van Raoul Servais | | Zikkaron van Laurent Coderre | |
| 1973 | Joanne Woodward in The Effect of Gamma Rays on Man-in-the-Moon Marigolds                                                              | Giancarlo Giannini in Film d'amore e d'anarchia                                                   | L'Invitation van Claude Goretta ex aequo met Sanatorium pod klepsydra van Wojciech J. Has | 1812 van Sandor Reisenbuchler | Criticaprijs: La maman et la putain van Jean Eustache ex aequo met La Grande Bouffe van Marco Ferreri Premier oeuvre: Jeremy van Arthur Barron Prix special: La Planète Sauvage van René Laloux | | |
| 1974 | Marie José Nat in Michel Drach | Jack Nicholson in The Last Detail                                                                 | Il fiore delle Mille e una Notte van Pier Paolo Pasolini | La Faim van Peter Foldes | Criticaprijs: Angst essen Seele auf Rainer Werner Fassbinder | Mahler van Ken Russell | |
| 1975 | Valerie Perrine in Lenny | Vittorio Gassman in Profumo di donna                                                              | | Dariou tebe zvezdou van Fedor Hitrouk | Criticaprijs: Jeder für sich und Gott gegen alle van Werner Herzog | Sha-nu van King Hu | |
| 1976 | Dominique Sanda in L'Eredita ferramonti ex aequo met Mari Torocsik in Deryne, hol van?                                                | José Luis Gómez in Pascual duarte                                                                 | | 1ste: Agulana van Gérald Frydman 2de: Nightlife van Robin Lehman | Criticaprijs: Im Lauf der Zeit van Wim Wenders | La griffe et la dent van François Bel | |
| 1977 | Monique Mercure in J.A. Martin photographe ex aequo met Shelley Duvall in 3 Women                                                     | Fernando rey in Elisa, vida mia                                                                   | The Duellists van Ridley Scott | Di cavalcanti van Glauber Rocha | Criticaprijs: Padre padrone van Vittorio Taviani Beste filmmuziek: Car Wash van Norman Whitfield | Car Wash van Michael Schultz | |
| 1978 | Isabelle Huppert in Violette Nozière ex aequo met Jill Clayburgh in An Unmarried Woman                                                | Jon Voight in Coming Home                                                                         | | Oh my darling van Børge Ring ex aequo met The Doonesbury Special van John Hubley, Faith Hubley, Garry Trudeau | | Pretty Baby van Louis Malle | Alambrista! van Robert M. Young                                                                           |
| 1979 | Sally Field in Norma Rae | Jack Lemmon in The China Syndrome                                                                 | | Animatie: Boom van Bretislav Pojar fictie: La festa dels bojos van Lluis Racionero Grau | Criticaprijs: Apocalypse Now van Francis Ford Coppola Prix jeunecinema: La drôlesse van Jacques Doillon Meilleur rôle composition: Caro papà van Stefano Madia Woyzeck van Eva Mattes | | Northern van John Hanson & Rob Nilsson                                                                    |
| 1980 | Anouk Aimée in Salto nel vuoto Beste vrouwelijke bijrol: Poseban tretman met Milena Dravic ex aequo met La terrazza met Carla Gravina | Michel Piccoli in Salto nel vuoto Beste mannelijke bijrol: Breaker Morant met Jack Thompson       | Constans van Krzysztof Zanussi | The Performer van Norma Bailey ex aequo met Krychle van Zdeněk Smetana | Criticaprijs: Mon oncle d'Amérique van Alain Resnais | | Histoire d'adrien van Jean Pierre Denis                                                                   |
| 1981 | Isabelle Adjani in Possession ex aequo met Onbekende dans Quartet Beste bijrol: Elena Solovei Grouppa krovi nol                       | Ugo Tognazzi in La tragedia di un uomo ridiculo Beste bijrol: Ian Holm Chariots of Fire           | | Zea van Jean Jacques Leduc ex aequo met Le rat van Elisabeth Huppert | Criticaprijs: Mephisto van Istvan Szabo Prix Cinema contemporain: neige van Juliet Berto & Jean Henri Roger ex aequo met Looks and Smiles van Ken Loach Artistiekprijs: Excalibur van John Boorman | Les Uns et les Autres van Claude Lelouch | |
| 1982 | Jadwiga Jankowska-Cieslak in Olelkezo Tekintetek                                                                                      | Jack Lemmon in Missing                                                                            | | Meow van Marcos Magalhaes | Criticaprijs: Yol van Şerif Gören Criticaspecialeprijs: Olelkezo Tekintetek van Karoly Makk Artistieke prijs: Invitation au voyage van Bruno Nuytten 35 jaarprijs: Identificazione di una donna van Michelangelo Antonioni | | Mourir à Trente van Romain Goupil                                                                         |
| 1983 | Hanna Schygulla in Storia di piera | Gian Maria Volonté in La mort de Mario Ricci                                                      | Kharij van Mrinal Sen | Too much oregano van Kerry B. Feltham ex aequo met The only forgotten take of Casablanca van Charly Weller | Criticaprijs: Nostalghia van Andrej Tarkovski Artistieke: Carmen van Carlos Saura Grandprix cinéma de création: L'Argent van Robert Bresson ex aequo met Nostalghia van Andrej Tarkovski | Carmen van Carlos Saura | La princesse van Pal Erdoss                                                                               |
| 1984 | Helen Mirren in Cal | Alfredo Landa & Francisco Rabal in Los santos inocentes                                           | | Tchouma van David Takaichvili | Criticaprijs: Taxidi sta kithira van Theo Angelopoulos Artistieke prijs: Another Country van Peter Biziou | The Element of Crime van Lars von Trier | Stranger Than Paradise van Jim Jarmusch                                                                   |
| 1985 | Norma Aleandro in La historia Oficial ex aequo met Cher in Mask                                                                       | William Hurt in Kiss of the Spider Woman                                                          | Redl ezredes van Istvan Szabo | | Criticaprijs: Otac na službenom putu van Emir Kusturica Artistiekprijs: Mishima van Paul Schrader | Insignificance van Nicolas Roeg | Oriana van Fina Torres                                                                                    |
| 1986 | Fernanda Torres in Eu sei que vou te amar ex aequo met Barbara Sukowa in Rosa Luxemburg                                               | Bob Hoskins in Mona Lisa ex aequo met Michel Blanc in Tenue de soirée                             | Thérèse van Alain Cavalier | Fictie: Les petites magiciennes van Yves Robert & Vincent Mercier Animatie: Gaidouk van Y. Katsap & L. Gorokhov | Criticaprijs: Offret van Andrej Tarkovski Artistieke prijs: Offret van Sven Nykvist | The Mission van Roland Joffé | Noir et Blanc van Claire Devers                                                                           |
| 1987 | Barbara Hershey in Shy People | Marcello Mastroianni in Oci ciornie                                                               | Shinran: Shiroi michi van Rentaro Mikuni ex aequo met Yeelen van Souleymane Cisse | 2de prijs: Academy leader variations van David Ehrlich 3de prijs: Iznenadna i prerana smrt pukovnika K.K. van Milos Radovic | Criticaprijs: Pokayaniye van Tenguiz Abouladzé Artistieke prijs: Prick up your ears van Stephen Frears | | Robinzonada ili moy angliyskiy deduchica van Nana Djordjadze                                              |
| 1988 | Linda Mvusi Jodhi May Barbara Hershey in A World Apart                                                                                | Forest Whitaker in Bird                                                                           | Krotki film o zabijaniu van Krzysztof Kieślowski | Animatie: Ab ovo / homoknyomok van Ferenc Cako fictie: Sculpture physique van Jean Marie Maddeddu & Yann Piquer | Criticaprijs: Krotki film o zabijaniu van Krzysztof Kieślowski Artistieke prijs: Drowning by Numbers van Peter Greenaway | Bird van Clint Eastwood | Salaam Bombay! van Mira Nair                                                                              |
| 1989 | Meryl Streep in A Cry in the Dark | James Spader in Sex, Lies, and Videotape                                                          | Jesus de montreal van Denys Arcand | Yes We Can van Faith Hubley Performance pieces van Tom Abrams | Criticaprijs: Sex, Lies, and Videotape van Steven Soderbergh | Kuroi ame van Imamura Shohei | Az en xx szazadom van Ildiko Enyedi                                                                       |
| 1990 | Krystyna Janda in przesluchanie | Gérard Depardieu in Cyrano de Bergerac                                                            | Hidden Agenda van Ken Loach | 1ste prijs: De slaapkamer van Maarten Koopman 2de prijs: Revestriction van Barthelemy Bompard | Criticaprijs: Shi no toge van Kohei Oguri Artistiekprijs: Matj van Gleb Panfilov | Cyrano de Bergerac van Pierre Lhomme | Zamri oumri voskresni van Vitali Kanevski                                                                 |
| 1991 | Irène Jacob in La double vie de Véronique                                                                                             | John Turturro in Barton Fink                                                                      | Hors la vie van Maroun Bagdadi ex aequo met Europa van Lars von Trier | Push comes to shove van Bill Plympton | Criticaprijs: La double vie de Véronique van Krzysztof Kieślowski Beste tweede rol: Jungle Fever van Samuel L. Jackson | Europa van Lars von Trier | Toto le héros van Jaco Van Dormael                                                                        |
| 1992 | Pernilla August in Den goda viljan | Tim Robbins in The Player                                                                         | Samostoiatelnaia jizn van Vitali Kanevski ex aequo met El sol del membrillo van Victor Erice | La Sensation van Manuel Poutte | Criticaprijs: El sol del membrillo van Victor Erice 45jaarprijs: Howards end van James Ivory | El viaje van Fernando Solanas | Mac van John Turturro                                                                                     |
| 1993 | Holly Hunter in The Piano | David Thewlis in Naked                                                                            | Raining Stones van Ken Loach ex aequo met Hsimeng rensheng van Hou Hsiao-hsien | | Criticaprijs: Bawang bieji van Chen Kaige | Mazeppa van Jean Gargonnen, Vincent Arnardi | Mùi đu đủ xanh van Trần Anh Hùng                                                                          |
| 1994 | Virna Lisi in La reine Margot | Ge You in Huozhe                                                                                  | La reine Margot van Patrice Chéreau | 1ste prijs: Lemming aid van Grant Lahood 2de prijs: Syrup van Paul Unwin | Criticaprijs: Exotica van Atom Egoyan | Grosse fatigue van Michel Blanc | Petits arrangements avec les morts van Pascale Ferran                                                     |
| 1995 | Helen Mirren in The Madness of King George                                                                                            | Jonathan Pryce in Carrington                                                                      | N'oublie pas que tu vas mourir van Xavier Beauvois Carrington van Christopher Hampton | Swinger van Gregor Jordan | | Yao a yao yao dao wai pe qiao van Lu Yue, Bruno Patin, Olivier Chiavassa | Badkonak-e sefid van Jafar Panahi                                                                         |
| 1996 | Brenda Blethyn in Secrets & Lies | Pascal Duquenne & Daniel Auteuil in Le huitième jour                                              | Crash van David Cronenberg | Small Deaths van Lynne Ramsay | | | Love Serenade van Shirley Barrett                                                                         |
| 1997 | Kathy Burke in Nil by Mouth | Sean Penn in She's So Lovely                                                                      | Western van Manuel Poirier | Leonie van Lieven Debrauwer ex aequo met Les vacances van Emmanuelle Bercot | Criticaprijs: The Sweet Hereafter van Atom Egoyan | | Moe no suzaku van Naomi Kawase                                                                            |
| 1998 | Élodie Bouchez ex aequo met Natacha Regnier beide in La Vie rêvée des anges                                                           | Peter Mullan in My Name Is Joe                                                                    | Festen van Thomas Vinterberg ex aequo met La classe de neige van Claude Miller | Horseshoe van David Lodge ex aequo met Gasman van Lynne Ramsay | Artistieke prijs: Velvet Goldmine van Todd Haynes | | Slam van Marc Levin                                                                                       |
| 1999 | Émilie Dequenne in Rosetta ex aequo met Séverine Caneele in L'humanité                                                                | Emmanuel Schotte in L'humanité                                                                    | A carta van Manoel de Oliveira | Stop van Rodolphe Marconi ex aequo met So-poong van Song Il-Gon | | The emperor and the assassin van Tu Juhua | Marana simhasanam van Murali Nair                                                                         |
| 2000 | Björk in Dancer in the Dark | Tony Chiu-Wai Leung in In the Mood for Love                                                       | Takhte siah van Samira Makhmalbaf ex aequo met Sånger från andra våningen van Roy Andersson | | La noce van Pavel Lounguine | In the Mood for Love van Christopher Doyle, Mark Lee Ping-Bing en William Chang Suk Ping | Zamani baraye masti asbha van Bahman Ghobadi ex aequo met Djomeh van Hassan Yekpatanah                    |
| 2001 | Isabelle Huppert in La Pianiste | Benoît Magimel in La Pianiste                                                                     | Ni nei pien chi tien van Tu Duu-Chih ex aequo met Millennium mambo van ? | Daddy's girl van Irvine Allan ex aequo met Pizza Passionata van Kari Juusonen | | | Atanarjuat, The fast runner van Zacharias Kunuk                                                           |
| 2002 | Kati Outinen in Mies vailla Menneisyyttä                                                                                              | Olivier Gourmet in Le Fils                                                                        | Yadon ilaheyya van Elia Suleiman | A very silent film van Manish Jha ex aequo met The Stone of Folly van Jesse Rosensweet | 55 jaar prijs: Bowling for Columbine van Michael Moore | | Bord de mer van Julie Lopes-Curval                                                                        |
| 2003 | Marie-Josée Croze in Les Invasions barbares                                                                                           | Mehmet Emin Toprak ex aequo met Muzaffer Özdemir beide in Uzak                                    | Panj é asr van Samira Makhmalbaf | L'homme sans tête van Juan Solanas | | | Reconstruction van Christoffer Boe                                                                        |
| 2004 | Maggie Cheung in Clean | Yagira Yuuya in Daremo Shiranai                                                                   | Sud pralad van Apichatpong Weerasethakul ex aequo met The Ladykillers met Irma P. Hall | Flatlife van Jonas Geirnaert | | Clean van Olivier Assayas ex aequo met Diarios de motocicleta van Eric Gautier | Or van Keren Yedaya Speciale vermeldingen: Lu cheng van Yang Chao Khab é talkh van Malohsen Amiryoussefi  |
| 2005 | Hanna Laslo in Free Zone | Tommy Lee Jones in The Three Burials of Melquiades Estrada                                        | Shangai Dreams van Wang Xiaoshuai | Clara van Van Sowerwine | | Last Days van Leslie Shatz ex aequo met Sin City van Robert Rodriguez | Sulanga enu pinisa van Vimukthi Jayasundara ex aequo met Me and You and Everyone We Know van Miranda July |
| 2006 | ex aequo van Chus Lampreave, Yohana Cobo, Carmen Maura, Lola Dueñas, Blanca Portillo, Penélope Cruz in Volver                         | ex aequo van Jamel Debbouze, Samy Naceri, Roschdy Zem, Bernard Blancan, Sami Boujila in Indigènes | Red Road van Andrea Arnold Speciale vermelding: Conte de quartier van Florence Miailhe | Primera nieve van Pablo Aguero | | Babel van Alejandro González Iñárritu | A fost sau n-a fost? van Corneliu Porumboiu                                                               |
| 2007 | Do-Yeon Jeon in Secret Sunshine | Konstantin Lavronenko in Izgnanije                                                                | Stellet Licht van Carlos Reygadas ex aequo met Persepolis van Marjane Satrapi & Vincent Paronnaud | Ah ma van Anthony Chen ex aequo met Run van Mark Albiston | 60 jaar prijs: Mogari no mori van Naomi Kawase | Le scaphandre et le papillon van Janusz Kamiński | Meduzot van Etgar Keret, Shira Geffen                                                                     |
| 2008 | Sandra Corveloni in Linha de passe | Benicio del Toro in Che                                                                           | Il divo van Paolo Sorrentino | Jerrycan van Julius Avery | Catherine Deneuve & Clint Eastwood | Il Divo van Paolo Sorrentino | Hunger van Steve McQueen speciale vermelding: Vse umrut a ja ostanus van Valeria Gaï Guermanika           |
| 2009 | Charlotte Gainsbourg in Antichrist | Christoph Waltz in Inglourious Basterds                                                           | Fish Tank van Andrea Arnold ex aequo met Bak-jwi van Park Chan-wook | The six dollar fifty man van Louis Sutherland & Mark Albiston | Alain Resnais | Map of the sounds of Tokyo van Isabel Coixet | Samson and Delilah van Warwick Thornton Speciale vermelding Ajami van Yaron Shani, Scandar Copti          |
| 2010 | Juliette Binoche in Copie Conforme | Javier Bardem in Biutiful ex aequo met Elio Germano in La nostra vita                             | Un homme qui crie van Mahamat-Saleh Haroun | Micky Bader van Frida Kempff | | | Año Bisiesto van Michel Rowe                                                                              |
| 2011 | Kirsten Dunst in Melancholia | Jean Dujardin in The Artist                                                                       | Polisse van Maïwenn | Badpakje 46 van Wannes Destoop | | | Las Acacias van Pablo Giorgelli                                                                           |
| 2012 | Cristina Flutur & Cosmina Stratan in Dupã dealuri                                                                                     | Mads Mikkelsen in Jagten                                                                          | The Angels' Share van Ken Loach | | | | Beasts of the Southern Wild van Benh Zeitlin                                                              |
| 2013 | Bérénice Bejo in Le Passé | Bruce Dern in Nebraska                                                                            | Like Father, Like Son van Hirokazu Kore-Eda | | | | Ilo Ilo van Anthony Chen                                                                                  |
| 2014 | Julianne Moore in Maps to the Stars                                                                                                   | Timothy Spall in Mr. Turner                                                                       | Mommy van Xavier Dolan ex aequo met Adieu au langage van Jean-Luc Godard | | | | Party Girl van Marie Amachoukeli, Claire Burger & Samuel Theis                                            |
| 2015 | Rooney Mara in Carol ex aequo met Emmanuelle Bercot in Mon roi                                                                        | Vincent Lindon in La Loi du marché                                                                | The Lobster van Giorgos Lanthimos | | | Saul fia van László Nemes, Tamás Zányi | La tierra y la sombra van César Augusto Acevedo                                                           |
| 2016 | Jaclyn Jose in Ma' Rosa | Shahab Hosseini in Forushande                                                                     | American Honey van Andrea Arnold | | | | Divines van Houda Benyamina                                                                               |
| 2017 | Diane Kruger in Aus dem Nichts | Joaquin Phoenix in You Were Never Really Here                                                     | Loveless van Andrej Zvjagintsev | | | | Jeune Femme van Léonor Serraille                                                                          |